# جيل باكن
جيل باكن (بالإنجليزية: Jill Bakken)‏ هي متزلجة جماعية ومدربة رياضية أمريكية، ولدت في 25 يناير 1977 في بورتلاند في الولايات المتحدة.

## وصلات خارجية
- جيل باكن على موقع IBSF (الإنجليزية)
- جيل باكن على موقع اللجنة الأولمبية الدولية (الإنجليزية)
- جيل باكن على موقع أوليمبيديا (الإنجليزية)